# Lochan na h-Eaglais
Lochan na h-Eaglais (dt. „Weiher der Kirche“)  ist ein schottischer Süßwassersee in der Region Ardgour in der Council Area Highland. Der See hat eine Länge von circa 0,25 km und eine Breite von etwa 0,23 km. Er liegt am Westufer des Loch Linnhe in der Nähe der Corran Narrows.
Im Lochan na h-Eaglais befinden sich keine Inseln. Umgeben ist der See von zahlreichen weiteren kleinen Seen. 300 m im Norden liegt der Lochan a’ Chamais Aiseig, im Südwesten befindet sich der Lochan Eoin Mhic Alastair in circa 350 m Entfernung. Geht man nach Südosten trifft man nach ungefähr 400 m auf Lochan na Luireach.